# Atacama Large Millimeter/submillimeter Array
Das Atacama Large Millimeter/submillimeter Array (ALMA) ist ein internationales Radioteleskop-Observatorium in den nordchilenischen Anden. Seine Antennenanlage besteht aus 66 transportablen, ausrichtbaren Parabolantennen, mit meist 12 m Durchmesser, die über Entfernungen von bis zu 16 km verteilt werden können und zu einem Interferometer-Radioteleskop zusammengeschaltet werden. Die Antennen befinden sich bei San Pedro de Atacama, in der Chajnantor-Hochebene, in mehr als 5000 m ü. M., wo die dünne und extrem trockene Erdatmosphäre für Radiowellen besonders durchlässig ist. Beobachtungsobjekt ist die kalte interstellare Materie, zur Erforschung der Stern- und Planetenentstehung. Das Radioteleskop wurde in einer internationalen Kooperation gebaut und wird von ESO, AUI/NRAO und NAOJ gemeinsam betrieben.

## Übersicht

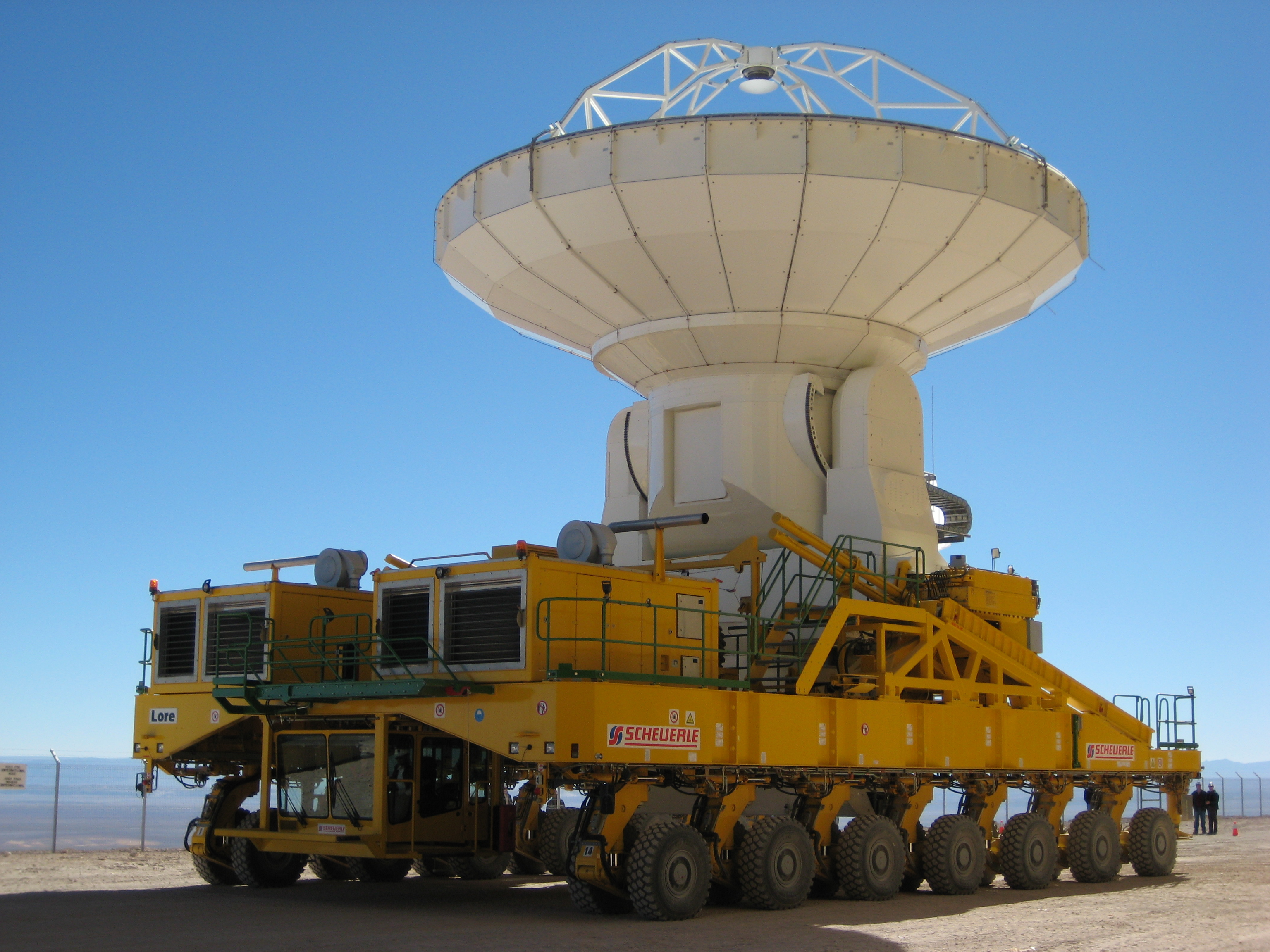
Eine von ALMAs 12-m-Antennen auf dem Transporter „Lore“

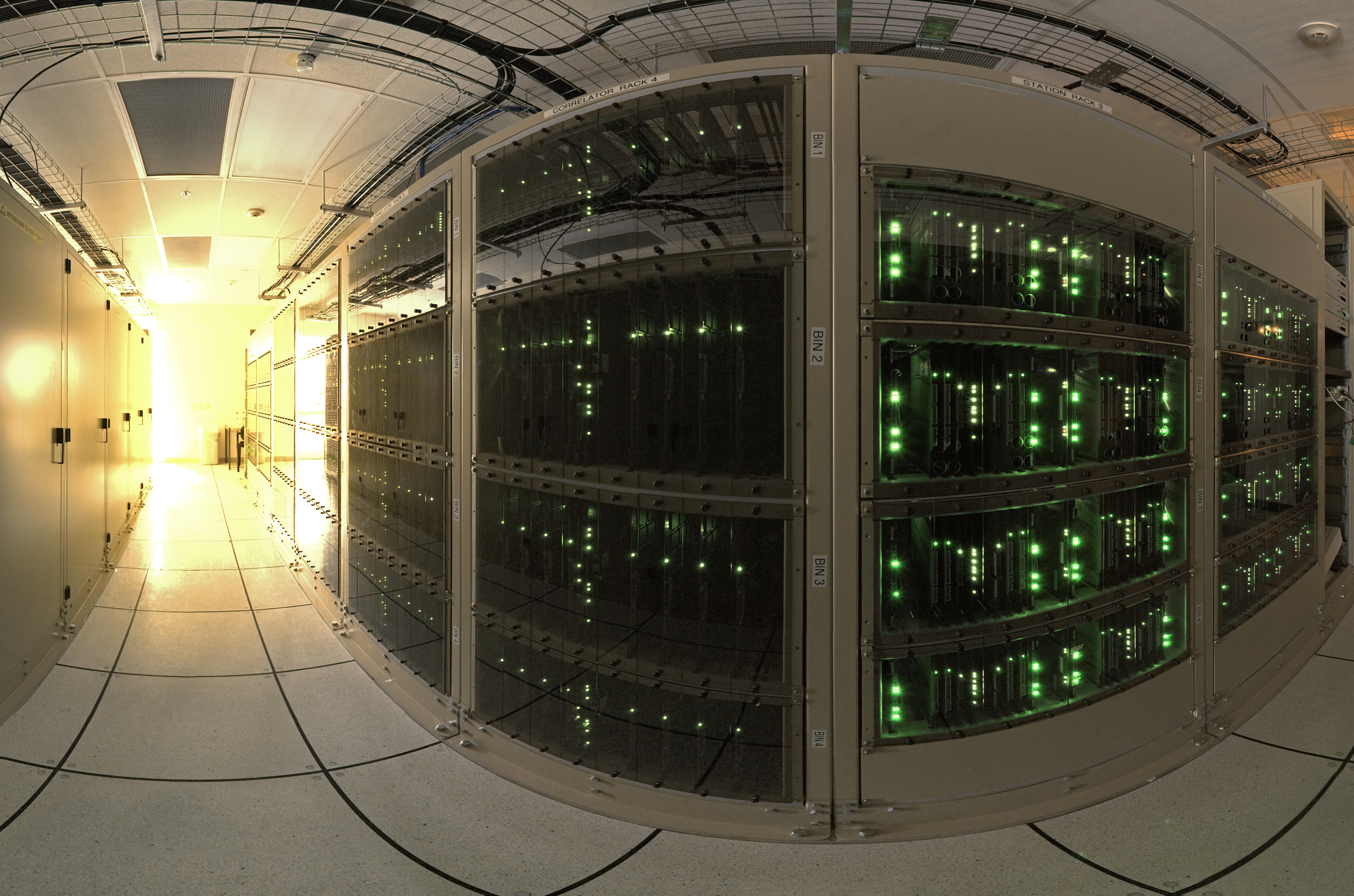
Der ALMA-Korrelator, ein Rechner mit 134 Millionen Prozessoren, welche die empfangenen Signale mit 17 PetaFLOPS aufarbeiten können.

ALMA besteht aus 66 hochpräzisen Antennen und beobachtet bei Wellenlängen zwischen 0,32 und 3,6 mm. Das Interferometer hat eine erheblich höhere Empfindlichkeit und Auflösung als alle anderen Submillimeter-Teleskope. Die hohe Empfindlichkeit wird durch die große Anzahl von einzelnen Teleskopen, die das Interferometer bilden, erreicht.
Die Antennen können über das Chajnantor-Plateau bewegt und dabei in Abständen von 150 m bis 16 km positioniert werden. Das ermöglicht es, ALMA als variables „Zoomteleskop“ einzusetzen, ähnlich wie beim Very Large Array (VLA) in New Mexico, USA. Bewegt werden die Antennen mit den beiden Transportern „Otto“ und „Lore“ (von Scheuerle, mit 14 Radpaaren), die 50 der 12-m-Antennen des Hauptarrays bis auf wenige Millimeter genau positionieren und auf betonierten Grundplatten abstellen können.
Hersteller der Antennen sind europäische, nordamerikanische und ostasiatische Partner des Projekts. Die Amerikaner und Europäer liefern jeweils 25 der 12-m-Antennen, die das Hauptarray ausmachen. Ostasien liefert insgesamt 16 Antennen (vier 12-m-Antennen und 12 Antennen mit je 7 m Durchmesser). Diese bilden ein kleineres Interferometer, das Atacama Compact Array (ACA), ein Teil des ALMA-Interferometers.
Durch die kleineren 7-m-Antennen kann das ACA bei gleicher Frequenz ein größeres Gebiet beobachten als das Hauptarray. Da sie näher zusammenstehen, können Bilder von Objekten mit größerer Ausdehnung gemacht werden. Zusammen mit dem Hauptarray wird die Möglichkeit von ALMA erweitert, große Gesichtsfelder zu beobachten.
ALMAs Empfänger arbeiten in den Frequenzbändern zwischen 30 und 950 GHz. Durch die große Höhe und die geringe Luftfeuchtigkeit am Standort ist die Erdatmosphäre dort für diese Frequenzen ausreichend durchlässig. Für die niederfrequenteren Bänder werden HEMT eingesetzt, oberhalb von 84 GHz SIS-Mischer.
Zu den Aufgaben von ALMA gehört die Erforschung der Entstehungsgebiete von Planeten und Sternen in kalten interstellaren Wolken und protoplanetaren Akkretionsscheiben. Millimeterwellen sind besonders gut geeignet, ausgedehnte Gas- und Staubwolken zu durchdringen, die die Entstehungsgebiete von Sternen und Planeten verhüllen. Infrarotgalaxien im frühen Universum, Supermassereiche Schwarze Löcher und Galaxienentstehung sind weitere wichtige Forschungsgebiete von ALMA. Darüber hinaus soll ALMA helfen, wichtige Fragen bei der Erforschung von Dunkler Materie und Dunkler Energie zu beantworten.
Am Standort von ALMA arbeiten weitere Submillimeterteleskope, darunter auch das Atacama Pathfinder Experiment. Auf einem 600 Meter höheren Gipfel in unmittelbarer Nähe befindet sich auch der Standort des Cerro Chajnantor Atacama Telescope, ein großes Einzelteleskop für den kürzeren Submillimeterbereich von 0,2 bis 3 Millimeter Wellenlänge, und des University of Tokyo Atacama Observatory für nochmals kürzere Wellenlängen.

## Geschichte
ALMA hat seine Anfänge in drei astronomischen Projekten: dem Millimeter Array (MMA) der USA, dem europäischen Large Southern Array (LSA) und dem japanischen Large Millimeter Array (LMA).
Der erste Schritt auf dem Weg zu ALMA wurde 1997 getan, als das US-amerikanische National Radio Astronomy Observatory (NRAO) und die Europäische Südsternwarte (ESO) ein gemeinsames Projekt initiierten, das MMA und LSA kombinieren sollte. Das kombinierte Interferometer sollte die Empfindlichkeit des LSA mit dem breiten Frequenzbereich des MMA vereinen. ESO und NRAO arbeiteten in technischen, wissenschaftlichen und organisatorischen Gruppen zusammen, um ein Projekt zwischen den beiden Organisationen unter Beteiligung von Kanada und Spanien zu definieren und zu organisieren.
Schließlich unterzeichneten am 25. Februar 2003 die nordamerikanischen und europäischen Partner die ALMA-Vereinbarung. Am 14. September 2004 unterschrieben ALMA und das National Astronomical Observatory of Japan (NAOJ) eine Vereinbarung, mit der Japan ein weiterer offizieller Partner von ALMA wurde. Gemäß dieser Vereinbarung sollte Japan das ACA und Empfänger für drei zusätzliche Frequenzbänder liefern.
Aus politischen Gründen wurde entschieden, dass drei unterschiedliche Antennentypen von den nordamerikanischen, europäischen und ostasiatischen Partnern entwickelt und gebaut werden sollten. Obwohl unterschiedliche Vorgehensweisen gewählt wurden, erfüllen alle drei Antennentypen die strengen Voraussetzungen von ALMA.
Heute besteht ALMA aus einer Zusammenarbeit zwischen Europa, Nordamerika und Ostasien. Die Arbeit wird finanziert von der ESO, der National Science Foundation (NSF) in den USA, dem National Research Council of Canada (NRC) und dem National Science Council (NSC) in Taiwan. Die Konstruktion und der Betrieb werden für Europa von der ESO, für Nordamerika von der NRAO und für Ostasien vom NAOJ geleitet. Das Joint ALMA Observatory (JAO) vereint die Führung und Organisation der Konstruktion, Inbetriebnahme und den laufenden Betrieb von ALMA.
Erste Daten wurden von ALMA im Rahmen eines Testbetriebs im Oktober 2009 gesammelt. Anfang Oktober 2011 wurde der wissenschaftliche Betrieb aufgenommen, obwohl ALMA erst zu einem Drittel fertiggestellt war. Bereits damals, so von ALMA-Seite, sei man „schon wesentlich besser als alles andere“ gewesen. Aber erst im Vollbetrieb werde ALMA „wirklich seine Stärken zeigen“, so ein vor Ort und Stelle zuständiger Astronom Ende 2012. In Betrieb gegangen sind 2011 zunächst mehrere Submillimeterteleskope mit vier Bändern von 84–116 GHz, 211–275 GHz, 275–373 GHz und 602–720 GHz. Die ersten mit ALMA gewonnenen Bilder wurden am 3. Oktober 2011 veröffentlicht. Am 13. März 2013 wurde ALMA – nahezu vollständig fertiggestellt – offiziell in Betrieb genommen. Im Juni 2014 wurde die letzte von 66 vorgesehenen Antennen aufgestellt.
Mit Kosten von über einer Milliarde US-Dollar ist es das bisher teuerste und seinerzeit größte Projekt der bodengebundenen Astronomie.

## Erste Beobachtungsergebnisse

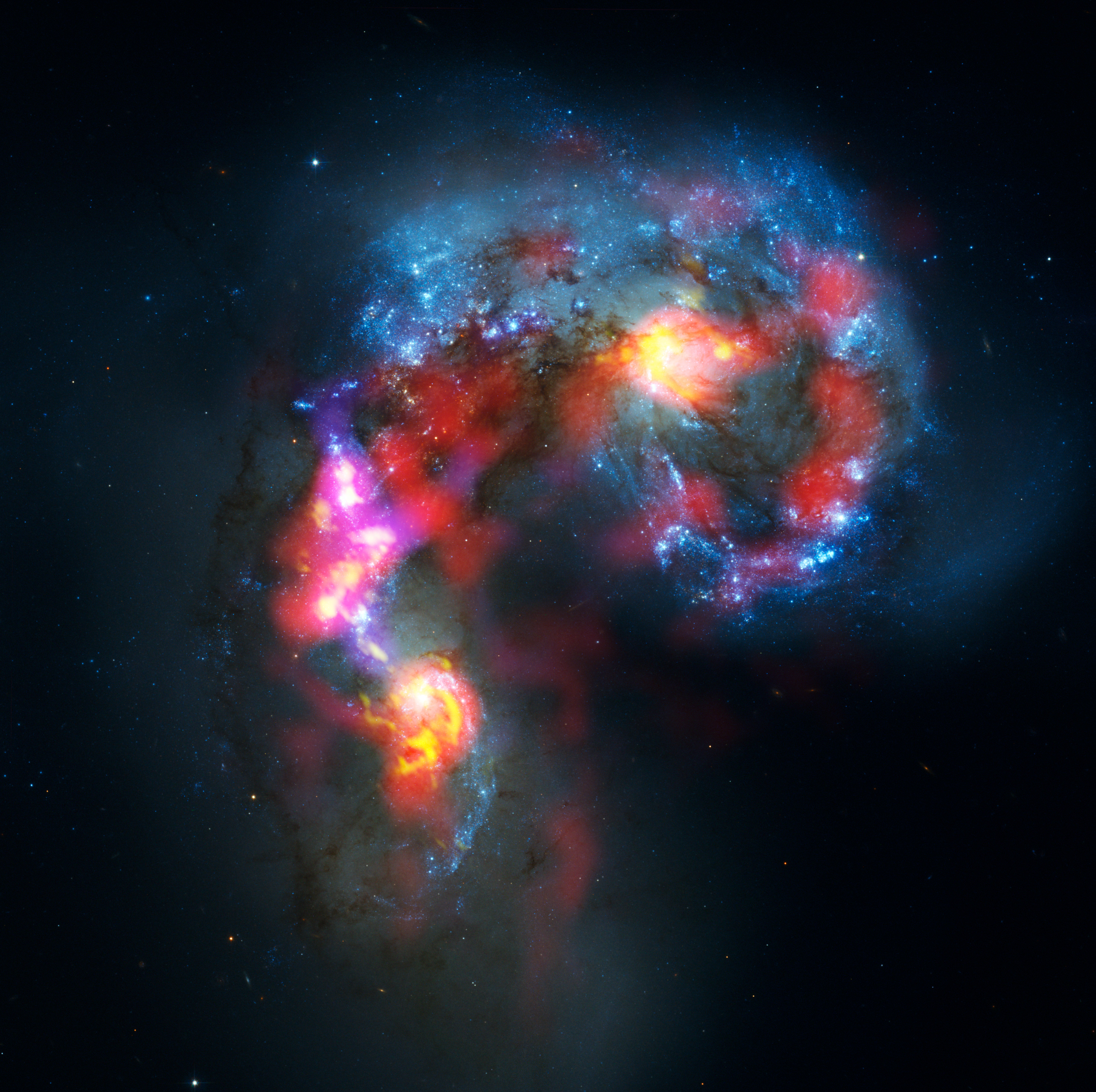
Die Antennen-Galaxien in einer kombinierten Aufnahme von ALMA und dem Hubble-Weltraumteleskop

Im Sommer 2011 waren während Testbeobachtungen genug Antennen im Betrieb, um erste Bilder mit ALMA aufzunehmen. Diese gaben einen Vorgeschmack dessen, was von dem neuen Interferometer nach Fertigstellung zu erwarten ist.
Die Beobachtungen richteten sich auf die Antennen-Galaxien, zwei kollidierende Galaxien mit dramatisch verzogenen Formen. Obwohl ALMA nicht den gesamten Bereich der Galaxien beobachtet hat, sind die Bilder die besten Ergebnisse dieser Galaxien, die jemals im Submillimeterbereich gemacht wurden. Sie zeigen Wolken von kaltem, dichtem Staub, in denen neue Sterne geboren werden – Einzelheiten, die im visuellen Bereich des Lichtspektrums nicht beobachtet werden können.
Gerade im 86-GHz-Band (3,5 mm) VLBI-fähig, nahm ALMA am 3. April 2017 erstmals im EHT-Verbund teil – Sagittarius A* zeigt sich weiterhin symmetrisch.
Alma ist ein zentraler Teil des Event-Horizon-Telescope-Projekts und war eines der Teleskope des weltweiten Netzwerks, mit dem 2017 (veröffentlicht im April 2019) die ersten direkten Bilder eines schwarzen Lochs in M87 gelangen.

## ALMA Regional Center (ARC)
Das ALMA Regional Center (ARC) dient als Kontaktstelle zwischen den wissenschaftlichen Benutzern des Teleskops in den Mitgliedsländern und dem JAO. Das ARC ist weiterhin in die drei geografischen Regionen des Projektes eingeteilt: Europa (geleitet von der ESO), Nordamerika (geleitet vom NRAO), und Ostasien (geleitet vom NAOJ). Die europäische ARC ist zusätzlich in ARC-Knoten eingeteilt, die in Europa verteilt in Köln-Bonn, Bologna, Ondřejov, Onsala, Grenoble, Leiden und Manchester liegen.
Hauptaufgabe des ARC ist es, die wissenschaftliche Gemeinschaft bei der Vorbereitung von Beobachtungsanträgen zu unterstützen, sicherzustellen, dass alle Beobachtungsprogramme effektiv ihre wissenschaftlichen Ziele erreichen, ein Hilfeforum zu unterhalten, Daten an die Wissenschaftler zu liefern, das ALMA-Archiv zu unterhalten und die Wissenschaftler bei der Datenbearbeitung zu unterstützen.

## Philatelistisches
Mit dem Ausgabetag 6. Dezember 2018 gab die Deutsche Post AG ein Postwertzeichen im Nennwert von 145 Eurocent mit dem Abbild des ALMA-Observatoriums heraus. Der Entwurf stammt von der Grafikerin Andrea Voß-Acker aus Wuppertal.